# 红旗-11近程防空导弹
红旗-11近程防空导弹（又称红11防空导弹，HQ-11）是中华人民共和国研发的一种防空导弹武器，主要用于拦截巡航导弹、空地导弹、固定翼作战飞机、直升机等目标，是一种陆军、海军和空军通用的末端防御导弹。该型导弹首次公开亮相于2022年在广东珠海举办的第十四届中国国际航空航天博览会。

## 用户
- 中国
  - 中国人民解放军陆军
  - 中国人民解放军空军